# Lista de colônias alemãs em Minas Gerais
Esta é uma lista das colônias alemãs do estado de Minas Gerais:
- Colônia Nova Filadélfia - 1852, colônia agrícola fundada por Teófilo Benedito Ottoni no município de Teófilo Otoni.
- Colônia Saxônia - 1853
- Colônia Alemã Dom Pedro II - 1858, colônia fundada pelo empresário Mariano Procópio Ferreira Lage, proprietário da Cia União e Indústria, no município de Juiz de Fora.
- Colônia João Pinheiro - 1908, colônia agrícola fundada no município de Sete Lagoas.
- Colônia Santa Maria - 1910, colônia agrícola fundada por Felix Schmidt no município de Astolfo Dutra.
- Colônia Inconfidência - 1910, colônia agrícola fundada no município de Ouro Fino.
- Colônia Guidoval - 1913, colônia agrícola fundada no município de São Domingos do Prata.
- Colônia Álvaro da Silveira - 1920, colônia agrícola fundada por Artur Bernardes nos municípios de Pitangui e Bom Despacho.
- Colônia David Campista - 1921, colônia agrícola fundada por Artur Bernardes no município de Bom Despacho.
- Colônia Francisco Sá - 1923, colônia agrícola fundada no município de Teófilo Otoni.
- Colônia Padre José Bento - 1924, colônia agrícola fundada no município de Pouso Alegre.